# محمد بن رمح
محمد بن رمح بن المهاجر بن المحرر بن سالم التجيبي المصري كنيته أبو عبد الله هو أحد رواة الحديث النبوي كان معروفا بالإتقان الزائد والحفظ، ولد بعد عام 150 هجرية وتوفي في شهر شوال سنة 242 هجرية.

## قول العلماء عنه
قال عنه النسائي: «ما أخطأ ابن رمح في حديث واحد»، وقال أبو سعيد بن يونس: «ثقة ثبت كان أعلم الناس بأخبار بلدنا».

## روايته للحديث
سمع الليث بن سعد وعبد الله بن لهيعة ومسلمة بن علي الخشني. وحكى عن مالك بن أنس. وحدث عنه مسلم وابن ماجه والحسن بن سفيان ومحمد بن الحسن بن قتيبة وعلي بن أحمد علان وأحمد بن عبد الوارث العسال ومحمد بن زبان، وغيرهم.